# Hamipré
Hamipré (Waals: Hamîpré) is een dorp in de Belgische provincie Luxemburg en een deelgemeente van de stad Neufchâteau. Hamipré ligt ten zuidoosten van het stadscentrum van Neufchâteau en omvat nog verscheidene dorpen en gehuchten, namelijk Cousteumont, Le Sart, Marbay, Mon-Idée, Namoussart en Offaing.

## Geschiedenis
Op het eind van het ancien régime werd Hamipré een gemeente, die ook de plaatsen Grapfontaine, Hosseuse, Marbay, Namoussart, Nolinfaing en Offaing omvatte. De gemeente werd echter in 1828 opgeheven en ontbonden. Hamipré en de plaatsjes Offaing, Marbay en Namoussart werden aangehecht bij de gemeente Longlier, ten noorden van Hamipré. De plaatsjes Grapfontaine, Hosseuse, Montplainchamps en Nolinfaing werden overgeheveld naar de nieuwe gemeente Straimont-Grapfontaine ten zuidoosten van Hamipré.
In 1862 werd het zuidelijk deel van Longlier echter weer afgesplitst en werd de gemeente Hamipré heropgericht. De nieuwe gemeente omvatte naast Hamipré ook Offaing, Marbay en Namoussart.
Bij de gemeentelijke herindeling van 1977 werd Hamipré een deelgemeente van de stad Neufchâteau. De gehuchten Le Sart en Cousteumont werden overgeheveld van de gemeente Assenois.

## Demografische ontwikkeling
- Bronnen:NIS, Opm:1831 tot en met 1970=volkstellingen, 1976= inwoneraantal op 31 december

## Bezienswaardigheden
- De Église Notre-Dame

Deelgemeenten: Grandvoir · Grapfontaine · Hamipré · Longlier · Neufchâteau · Tournay

Overige dorpen en gehuchten: Cousteumont · Gérimont · Harfontaine · Hosseuse · Lahérie · Le Sart · Marbay · Massul · Molinfaing · Mon-Idée · Montplainchamps · Morival · Namoussart · Nolinfaing · Offaing · Petitvoir · Respelt · Semel · Tronquoy · Verlaine · Warmifontaine 

Belgische gemeenten · Arrondissement Neufchâteau · Luxemburg · Wallonië